# Studio 5 (2013)
Studio 5 è stato un programma televisivo italiano di intrattenimento andato in onda su Canale 5 dal 3 luglio al 7 agosto 2013 e replicato su Mediaset Extra per un totale di sei puntate con la conduzione del giornalista e conduttore televisivo Alfonso Signorini.

## Il programma
A differenza del rotocalco omonimo andato in onda sulla stessa rete nel periodo 1986-1987, Studio 5 è stato un programma amarcord, che ha avuto cioè un intento "celebrativo", infatti il conduttore doveva, attraverso materiale d'archivio e interviste a personaggi famosi, ripercorrere i primi 35 anni della storia di Mediaset. Il programma è andato in onda dallo Studio 4 di Cologno Monzese.

## Gli ospiti del programma
La trasmissione, poteva contare sulla presenza di molti ospiti che hanno caratterizzato la storia di Mediaset come Maria De Filippi, Rita dalla Chiesa, Luca Laurenti, Gerry Scotti, Alessia Marcuzzi, Fiorello, Barbara D'Urso, Max Pezzali, Marco Bocci, Federica Panicucci, Valeria Marini, Paola Perego, Paola Barale, Belén Rodríguez e Stefano De Martino. La trasmissione ha ospitato anche personaggi della tv assenti da anni dalle reti Mediaset come il giornalista Enrico Mentana, che lasciò Canale 5 nel 2009 per approdare a LA7.

## Sigla e musiche utilizzate
- Michael Bublé: It's a Beautiful Day (sigla iniziale del programma)
- La canzone Liberi liberi di Lorella Cuccarini.
- La sigla di Forum.
- La sigla di Tira & Molla, interpretata da Paolo Bonolis e Luca Laurenti.
- La sigla di Ciao Darwin ossia Matti di Renato Zero.
- La canzone Demasiado Corazon di Willy DeVille (sigla di Zelig).
- La sigla di Non è la Rai.
- La sigla di Bim bum bam interpretata dal Coro dei Piccoli Cantori di Milano.
- La canzone Il ballo del qua qua di Al Bano e Romina Power, ma qui interpretata da Cristina Paltrinieri (sigla di Paperissima).
- La sigla periodica 1995/2003 de La ruota della fortuna alias l'Inno alla fortuna intitolato Gira la ruota, canzone interpretata da Silvio Pozzoli e Moreno Ferrara.
- La sigla del TG5 composta dalla PFM.
- La sigla di Casa Vianello.

## Curiosità
Nella seconda puntata del programma, in cui erano ospiti Maria De Filippi e Rita dalla Chiesa è stata mostrata una parte di una puntata di Forum di Sera (erano puntate speciali di Forum che venivano trasmesse in orario preserale con la partecipazione di personaggi del mondo dello spettacolo) del 1993 in cui Maria De Filippi aveva fatto causa al suo salumiere di fiducia.
Dall'aprile 2022 è in produzione una trasmissione televisiva omonima condotta da Andrea Grasso in onda ogni venerdì pomeriggio dalle 15:30. Il format è quello di un rotocalco televisivo, talkshow con dibattito su attualità e intrattenimento con conduzione all'americana con due presentatori di diverso sesso. Attualmente Studio5 è alla sua quarta stagione.

## Ascolti TV
| Puntata | Messa in onda  | Telespettatori | Share  | Ospiti |
| ------- | -------------- | -------------- | ------ | --- |
| 1       | 3 luglio 2013  | 2.453.000      | 12,32% | Gerry Scotti, Fiorello, Valeria Marini, Max Pezzali, Marco Bocci                                                                                            |
| 2       | 10 luglio 2013 | 2.211.000      | 11,63% | Maria De Filippi, Sabrina Ferilli, Rita dalla Chiesa, Moreno                                                                                                |
| 3       | 17 luglio 2013 | 2.219.000      | 11,33% | Belén Rodríguez, Stefano De Martino, Enrico Mentana, Clemente Mimun, Cristina Parodi, Cesara Buonamici, Marco Columbro, Paola Barale, Angelo Pintus, Chiara |
| 4       | 24 luglio 2013 | 1.945.000      | 10,77% | Alessia Marcuzzi, Roberta Capua, Katia Follesa, Maurizio Costanzo, Cristina D'Avena, Mauro Marin, Augusto De Megni, Andrea Cocco                            |
| 5       | 31 luglio 2013 | 1.909.000      | 10,67% | Paola Perego, Federica Panicucci, Alba Parietti, Fedez, Francesca Michielin                                                                                 |
| 6       | 7 agosto 2013  | 1.638.000      | 10,69% | Barbara d'Urso, Luca Laurenti, Elenoire Casalegno, Pamela Petrarolo, Ilaria Galassi, Maria Monsè, Eleonora Cecere, Simona Molinari                          |
|         | Media          | 2.062.000      | 11,23% | |